# Canadas længste floder
Blandt Canadas længste floder er der 47 som er over 600 km lange.
Ni af disse floder krydser internationale grænser, eller danner dem. Fire — Yukon, Columbia, Porcupine og Kootenay — begynder i Canada og løber ind i USA. Fem — Milk, Pend d'Oreille, Saint Lawrence, Red og Saint John — begynder i USA og løber ind i Canada. Af disse krydser Milk og Kootenay grænsen to gange. Afvandingsområdet for disse ni floder ligger i begge lande; Dertil ligger en del af afvandingsområdet for yderligere seks floder — Fraser, Assiniboine, South Saskatchewan, Saskatchewan, Nelson og Winnipeg — i USA, selv om hele deres hovedløb ligger i Canada.

## Liste
Den primære kilde for data i listen er The Atlas of Canada. Vandføringen gælder for flodens udmunding med mindre andet er anført.
| Floden løber ikke udelukkende i Canada.           |
| ‡ Afvandingsområdet er ikke udelukkende i Canada. |

| #  | Navn                         | Udmunding                                                                | Længde     | Udspring                                                                     | Afvandings område | Vandføring           | Provinser, delstater                                            | Billede |
|    |                              |                                                                          |            |                                                                              |                   |                      |                                                                 | |
| -- | ---------------------------- | ------------------------------------------------------------------------ | ---------- | ---------------------------------------------------------------------------- | ----------------- | -------------------- | --------------------------------------------------------------- | --- |
| 1  | Mackenzie River              | Beauforthavet 69°21′59″N 133°54′10″V / 69.36639°N 133.90278°V            | 4.241 km   | Thutade Lake 56°44′00″N 127°31′00″V / 56.73333°N 127.51667°V                 | 1.805.200 km2     | 9.700 m3/s           | Northwest Territories                                           | |
| 2  | Yukon River                  | Beringshavet 62°35′55″N 164°48′00″V / 62.59861°N 164.80000°V             | 3.185 km † | Teslin Lake 59°37′00″N 132°09′00″V / 59.61667°N 132.15000°V                  | 839.200 km2 ‡     | 6.340 m3/s           | British Columbia, Yukon, Alaska                                 | Sunset over a large river flowing through mountains.                                                            |
| 3  | Saint Lawrence River         | Saint Lawrencebugten 49°40′00″N 64°30′00″V / 49.66667°N 64.50000°V       | 3.058 km † | Seven Beaver Lake 47°30′04″N 91°49′51″V / 47.50111°N 91.83083°V              | 1.344.200 km2 ‡   | 9.850 m3/s           | Minnesota, Wisconsin, Ontario, Michigan, Ohio, New York, Quebec | A large ship travels along a large river bordered by vegetation on one bank and urban development on the other. |
| 4  | Nelson River                 | Hudson Bay 57°04′05″N 92°30′08″V / 57.06806°N 92.50222°V                 | 2.575 km   | Bow Glacier 51°40′00″N 116°27′00″V / 51.66667°N 116.45000°V                  | 892.300 km2 ‡     | 2.370 m3/s           | Manitoba                                                        | Native people sit in canoes along the shore of a very wide flat river.                                          |
| 5  | Slave River                  | Great Slave Lake 61°18′00″N 113°40′04″V / 61.30000°N 113.66778°V         | 2.338 km   | Thutade Lake 56°44′00″N 127°31′00″V / 56.73333°N 127.51667°V                 | 616.400 km2       | 3.437 m3/s           | Alberta, Northwest Territories                                  | White birds with wide orange beaks swim near a rocky ledge of a swift wide river.                               |
| 6  | Columbia River               | Pacific Ocean 46°14′39″N 124°03′29″V / 46.24417°N 124.05806°V            | 2.000 km · | Columbia Lake 50°09′53″N 115°50′19″V / 50.16472°N 115.83861°V                | 671.300 km2 ‡     | 7.730 m3/s           | British Columbia, Washington, Oregon                            | A large river flows through a wooded gorge.                                                                     |
| 7  | Saskatchewan River           | Lake Winnipeg 53°11′20″N 99°15′18″V / 53.18889°N 99.25500°V              | 1.939 km   | Bow Glacier 51°40′00″N 116°27′00″V / 51.66667°N 116.45000°V                  | 335.900 km2 ‡     | 700 m3/s             | Saskatchewan, Manitoba                                          | A wide river flows under a bridge.                                                                              |
| 8  | Peace River                  | Slave River 59°00′01″N 111°24′47″V / 59.00028°N 111.41306°V              | 1.923 km   | Thutade Lake 56°44′00″N 127°31′00″V / 56.73333°N 127.51667°V                 | 302.500 km2       | 2.118 m3/s           | British Columbia, Alberta                                       | Brilliant sunset over a wide river flowing through woods                                                        |
| 9  | Churchill River (Hudson Bay) | Hudson Bay 58°47′45″N 94°12′15″V / 58.79583°N 94.20417°V                 | 1.609 km   | Churchill Lake 55°49′02″N 108°22′52″V / 55.81722°N 108.38111°V               | 281.300 km2       | 1.200 m3/s           | Alberta, Saskatchewan, Manitoba                                 | A medium-sized river rushes through rapids in the woods.                                                        |
| 10 | South Saskatchewan River     | Saskatchewan River 53°15′00″N 105°05′02″V / 53.25000°N 105.08389°V       | 1.392 km   | Bow Glacier 51°40′00″N 116°27′00″V / 51.66667°N 116.45000°V                  | 146.100 km2 ‡     | 280 m3/s 9,900 ft3/s | Alberta, Saskatchewan                                           | The surface of a wide river approaching a city is almost completely frozen.                                     |
| 11 | Fraser River                 | Strait of Georgia 49°07′00″N 123°10′59″V / 49.11667°N 123.18306°V        | 1.370 km   | Fraser Pass 52°32′01″N 118°19′39″V / 52.53361°N 118.32750°V                  | 233.100 km2 ‡     | 3.540 m3/s           | British Columbia                                                | Men in canoes descend wild rapids in a river canyon.                                                            |
| 12 | North Saskatchewan River     | Saskatchewan River 53°15′00″N 105°05′02″V / 53.25000°N 105.08389°V       | 1.287 km   | Saskatchewan Glacier 52°14′33″N 117°09′05″V / 52.24250°N 117.15139°V         | 122.800 km2       | 245 m3/s             | Alberta, Saskatchewan                                           | A wide river winds by a fenced overlook opposite a forest. The setting sun illuminates a partly cloudy sky.     |
| 13 | Ottawa River                 | Saint Lawrence River 45°33′59″N 74°23′11″V / 45.56639°N 74.38639°V       | 1.271 km   | Laurentian Mountains 47°36′00″N 75°43′40″V / 47.60000°N 75.72778°V           | 146.300 km2       | 1.950 m3/s           | Quebec, Ontario                                                 | A dock extends from the shore of an extremely wide river.                                                       |
| 14 | Athabasca River              | Lake Athabasca 58°59′05″N 110°51′23″V / 58.98472°N 110.85639°V           | 1.231 km   | Columbia Icefield 52°11′14″N 117°28′27″V / 52.18722°N 117.47417°V            | 95.300 km2        | 783 m3/s             | Alberta                                                         | A river flows by a cliff and through a snow-covered forest.                                                     |
| 15 | Liard River                  | Mackenzie River 61°50′55″N 121°18′35″V / 61.84861°N 121.30972°V          | 1.115 km   | Saint Cyr Range 61°11′08″N 131°45′36″V / 61.18556°N 131.76000°V              | 277.100 km2       | 2.446 m3/s           | Yukon, British Columbia, Northwest Territories                  | |
| 16 | Assiniboine River            | Red River 49°53′09″N 97°07′41″V / 49.88583°N 97.12806°V                  | 1.070 km   | Nær Hazel Dell 52°15′53″N 103°08′48″V / 52.26472°N 103.14667°V               | 182.000 km2 ‡     | 45 m3/s              | Saskatchewan, Manitoba                                          | A muddy river floods a wooded urban area with boat docks and riverside seating.                                 |
| 17 | Milk River                   | Missouri River 48°03′26″N 106°19′07″V / 48.05722°N 106.31861°V           | 1.005 km · | Blackfeet Indian Reservation 48°51′20″N 113°01′10″V / 48.85556°N 113.01944°V | 61.200 km2 ‡      | 18,9 m3/s            | Alberta, Montana                                                | |
| 18 | Albany River                 | James Bay 52°17′00″N 81°30′59″V / 52.28333°N 81.51639°V                  | 982 km     | Cat Lake 51°45′00″N 91°53′00″V / 51.75000°N 91.88333°V                       | 135.200 km2       | 251 m3/s             | Ontario                                                         | |
| 19 | Severn River                 | Hudson Bay 56°03′22″N 87°34′36″V / 56.05611°N 87.57667°V                 | 982 km     | Deer Lake 52°37′00″N 94°40′00″V / 52.61667°N 94.66667°V                      | 102.800 km2       | 645 m3/s             | Ontario                                                         | |
| 20 | Back River                   | Chantrey Inlet 67°16′00″N 95°15′00″V / 67.26667°N 95.25000°V             | 974 km     | I nærheden af Aylmer Lake 64°25′00″N 108°27′00″V / 64.41667°N 108.45000°V    | 106.500 km2       | 612 m3/s             | Northwest Territories, Nunavut                                  | |
| 21 | Thelon River                 | Baker Lake 64°16′30″N 96°04′35″V / 64.27500°N 96.07639°V                 | 904 km     | Lynx Lake 62°20′36″N 106°02′18″V / 62.34333°N 106.03833°V                    | 142.400 km2       | 840 m3/s             | Northwest Territories, Nunavut                                  | A wide river flows slowly through a forest of short, widely spaced evergreen trees.                             |
| 22 | La Grande River              | James Bay 53°50′03″N 79°03′20″V / 53.83417°N 79.05556°V                  | 893 km     | Lac Nichicun 53°12′30″N 70°56′00″V / 53.20833°N 70.93333°V                   | 97.600 km2        | 1.690 m3/s           | Quebec                                                          | Sunset over a river winding through thick evergreen forests.                                                    |
| 23 | Red River                    | Lake Winnipeg 50°23′47″N 96°48′39″V / 50.39639°N 96.81083°V              | 890 km ·   | Wahpeton og Breckinridge 46°15′52″N 96°35′55″V / 46.26444°N 96.59861°V       | 287.500 km2 ‡     | 236 m3/s             | North Dakota, Minnesota, Manitoba                               | A small river flows through a prairie landscape; brown grasses and leafless trees line the banks.               |
| 24 | Koksoak River                | Ungava Bay 58°32′11″N 68°09′29″V / 58.53639°N 68.15806°V                 | 874 km     | Lake Sevestre 52°32′23″N 68°01′15″V / 52.53972°N 68.02083°V                  | 133.400 km2       | 2.800 m3/s           | Quebec                                                          | |
| 25 | Churchill River (Atlantic)   | Atlantic Ocean 53°20′58″N 60°10′39″V / 53.34944°N 60.17750°V             | 856 km     | Ashuanipi Lake 52°59′20″N 66°14′28″V / 52.98889°N 66.24111°V                 | 79.800 km2        | 1.580 m3/s           | Labrador                                                        | |
| 26 | Coppermine River             | Coronation Gulf 67°49′09″N 115°03′50″V / 67.81917°N 115.06389°V          | 845 km     | Lac de Gras 64°35′02″N 111°11′24″V / 64.58389°N 111.19000°V                  | 50.800 km2        | 262 m3/s             | Northwest Territories, Nunavut                                  | Canoes and tents rest on a sandy spit along a river.                                                            |
| 27 | Dubawnt River                | Thelon River 64°32′59″N 100°06′00″V / 64.54972°N 100.10000°V             | 842 km     | Abitau Lake 60°21′00″N 107°09′00″V / 60.35000°N 107.15000°V                  | 57.500 km2        | 366 m3/s             | Northwest Territories, Nunavut                                  | |
| 28 | Winnipeg River               | Lake Winnipeg 50°37′54″N 96°19′13″V / 50.63167°N 96.32028°V              | 813 km     | Trap Lake 49°12′42″N 90°26′58″V / 49.21167°N 90.44944°V                      | 135.800 km2 ‡     | 850 m3/s             | Ontario, Manitoba                                               | Men in canoes approach a tent encampment along a wide river.                                                    |
| 29 | Kootenay River               | Columbia River 49°19′0″N 117°39′0″V / 49.31667°N 117.65000°V             | 780 km ·   | Beaverfoot Range 51°03′21″N 116°21′55″V / 51.05583°N 116.36528°V             | 50.300 km2 ‡      | 850 m3/s             | British Columbia, Montana, Idaho                                | A river flows through forested hills.                                                                           |
| 30 | Nottaway River               | James Bay 51°22′33″N 78°55′45″V / 51.37583°N 78.92917°V                  | 776 km     | Lake Gilles 48°07′00″N 75°38′00″V / 48.11667°N 75.63333°V                    | 65.800 km2        | 1.190 m3/s           | Quebec                                                          | |
| 31 | Rupert River                 | James Bay 51°29′35″N 78°45′01″V / 51.49306°N 78.75028°V                  | 763 km     | Nord for Lake Mistassini 52°13′11″N 71°32′19″V / 52.21972°N 71.53861°V       | 43.400 km2        | 900 m3/s             | Quebec                                                          | A medium-sized river plunges down rapids surrounded by forests.                                                 |
| 32 | Eastmain River               | James Bay 52°14′30″N 78°33′38″V / 52.24167°N 78.56056°V                  | 756 km     | Lac Bréhat 52°31′30″N 70°52′00″V / 52.52500°N 70.86667°V                     | 46.400 km2        | 930 m3/s             | Quebec                                                          | A frozen river winds through a snowy forest.                                                                    |
| 33 | Attawapiskat River           | James Bay 52°57′12″N 82°17′43″V / 52.95333°N 82.29528°V                  | 748 km     | Attawapiskat Lake 52°10′00″N 87°37′00″V / 52.16667°N 87.61667°V              | 50.500 km2        | 263 m3/s             | Ontario                                                         | |
| 34 | Kazan River                  | Thelon River 64°02′30″N 95°29′04″V / 64.04167°N 95.48444°V               | 732 km     | Ennadai Lake 60°55′00″N 101°20′00″V / 60.91667°N 101.33333°V                 | 71.500 km2        | 540 m3/s             | Nunavut                                                         | |
| 35 | Red Deer River               | South Saskatchewan River 50°58′05″N 110°00′00″V / 50.96806°N 110.00000°V | 724 km     | Sawback Range 51°32′19″N 116°02′46″V / 51.53861°N 116.04611°V                | 45.100 km2        | 70 m3/s              | Alberta                                                         | A suspension bridge crosses a wide river.                                                                       |
| 36 | Great Whale River            | Hudson Bay 55°15′58″N 77°47′04″V / 55.26611°N 77.78444°V                 | 724 km     | Lake Saint-Lusson 54°49′30″N 70°32′17″V / 54.82500°N 70.53806°V              | 42.700 km2        | 680 m3/s             | Quebec                                                          | |
| 37 | Porcupine River              | Yukon River 66°35′42″N 145°18′32″V / 66.59500°N 145.30889°V              | 721 km ·   | Ogilvie Mountains 66°32′10″N 138°22′16″V / 66.53611°N 138.37111°V            | 117.900 km2 ‡     | 414 m3/s             | Yukon, Alaska                                                   | A wide river curves by a rocky shore and across a flat plain.                                                   |
| 38 | Pend d'Oreille River         | Columbia River 48°59′59″N 117°37′00″V / 48.99972°N 117.61667°V           | 703 km ·   | I nærheden af Butte 46°04′32″N 112°27′56″V / 46.07556°N 112.46556°V          | 66.900 km2 ‡      | 820 m3/s             | Idaho, Washington, British Columbia                             | A two-part dam, connected in the middle by an island, blocks a large river downstream of a railroad bridge.     |
| 39 | Hay River                    | Great Slave Lake 60°51′50″N 115°44′04″V / 60.86389°N 115.73444°V         | 702 km     | I nærheden af Zama Lake 58°14′14″N 118°51′34″V / 58.23722°N 118.85944°V      | 48.200 km2        | 113 m3/s             | Alberta, Northwest Territories                                  | A medium-sized river flows in bright sunlight through a forest.                                                 |
| 40 | Saguenay River               | Saint Lawrence River 48°07′59″N 69°43′59″V / 48.13306°N 69.73306°V       | 698 km     | I nærheden af Otish Mountains 52°16′17″N 70°48′38″V / 52.27139°N 70.81056°V  | 88.000 km2        | 1.750 m3/s           | Quebec                                                          | A very wide river flows between low lines of hills.                                                             |
| 41 | Anderson River               | Beaufort Sea 69°43′00″N 129°00′09″V / 69.71667°N 129.00250°V             | 692 km     | Nordvest for Great Bear Lake 66°57′00″N 124°36′00″V / 66.95000°N 124.60000°V |                   | 142 m3/s             | Northwest Territories                                           | |
| 42 | Peel River                   | Mackenzie River 67°41′49″N 134°31′58″V / 67.69694°N 134.53278°V          | 684 km     | Gill Lake 65°19′00″N 139°49′00″V / 65.31667°N 139.81667°V                    | 73.600 km2        | 103 m3/s             | Yukon, Northwest Territories                                    | |
| 43 | Saint John River             | Bay of Fundy 45°16′00″N 66°04′00″V / 45.26667°N 66.06667°V               | 673 km ·   | Somerset County 46°33′47″N 69°53′05″V / 46.56306°N 69.88472°V                | 55.200 km2 ‡      | 1.130 m3/s           | Maine, New Brunswick                                            | A flooding river has inundated roads, trees, and an elegant building.                                           |
| 44 | Stewart River                | Yukon River 63°17′30″N 139°24′42″V / 63.29167°N 139.41167°V              | 644 km     | Selwyn Mountains 64°06′35″N 131°42′25″V / 64.10972°N 131.70694°V             | 51.000 km2        | 675 m3/s             | Yukon                                                           | A wide river flows through hills. A sign in the foreground says "Stewart River".                                |
| 45 | Horton River                 | Franklin Bay 69°56′00″N 126°48′09″V / 69.93333°N 126.80250°V             | 618 km     | Kitikmeot Region, Nunavut 67°51′00″N 120°33′00″V / 67.85000°N 120.55000°V    | 26.680 km2        |                      | Nunavut, Northwest Territories                                  | A big river winds across a plain near a bluff.                                                                  |
| 46 | English River                | Winnipeg River 50°12′04″N 95°00′12″V / 50.20111°N 95.00333°V             | 615 km     | I nærheden af Marmion Lake 49°06′00″N 91°16′00″V / 49.10000°N 91.26667°V     | 52.300 km2        |                      | Ontario                                                         | |
| 47 | Pelly River                  | Yukon River 62°46′46″N 137°20′13″V / 62.77944°N 137.33694°V              | 608 km     | Mackenzie Mountains 62°49′00″N 129°53′00″V / 62.81667°N 129.88333°V          | 51.000 km2        | 410 m3/s             | Yukon                                                           | A wide river winds through a forest and by a town.                                                              |